# Golden Globe Awards 2021

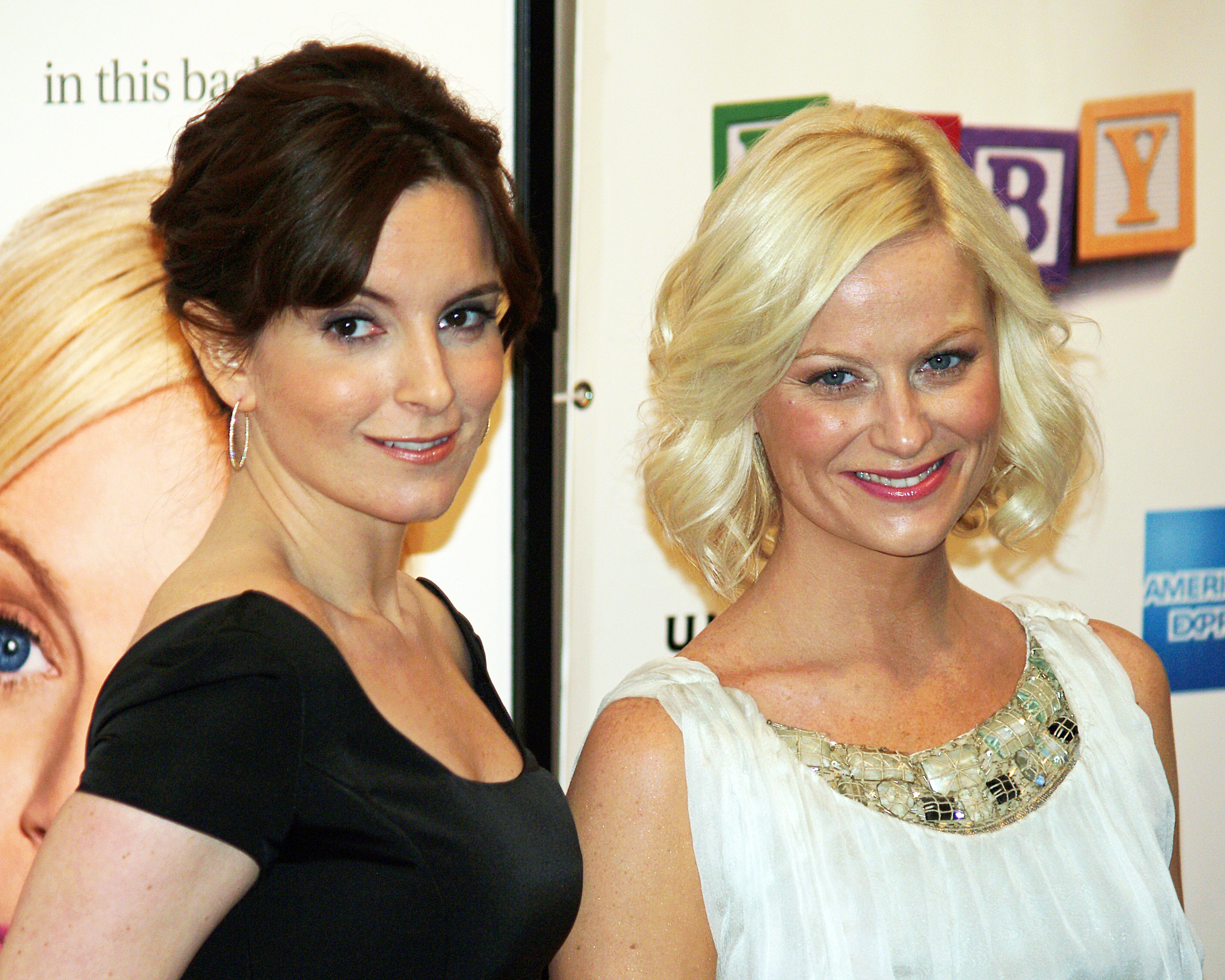
Tina Fey und Amy Poehler wurden zum vierten Mal als Gastgeberinnen der Golden Globe Awards ausgewählt.

Die 78. Verleihung der Golden Globe Awards (englisch 78th Golden Globe Awards) fand am 28. Februar 2021 statt. Ursprünglich alljährlich Anfang Januar angesetzt, verschob die Hollywood Foreign Press Association (HFPA) den Termin ihrer Preisverleihung aber um beinahe zwei Monate, nachdem die 93. Oscarverleihung aufgrund der anhaltenden COVID-19-Pandemie um denselben Zeitraum auf Ende April 2021 verlegt worden war.

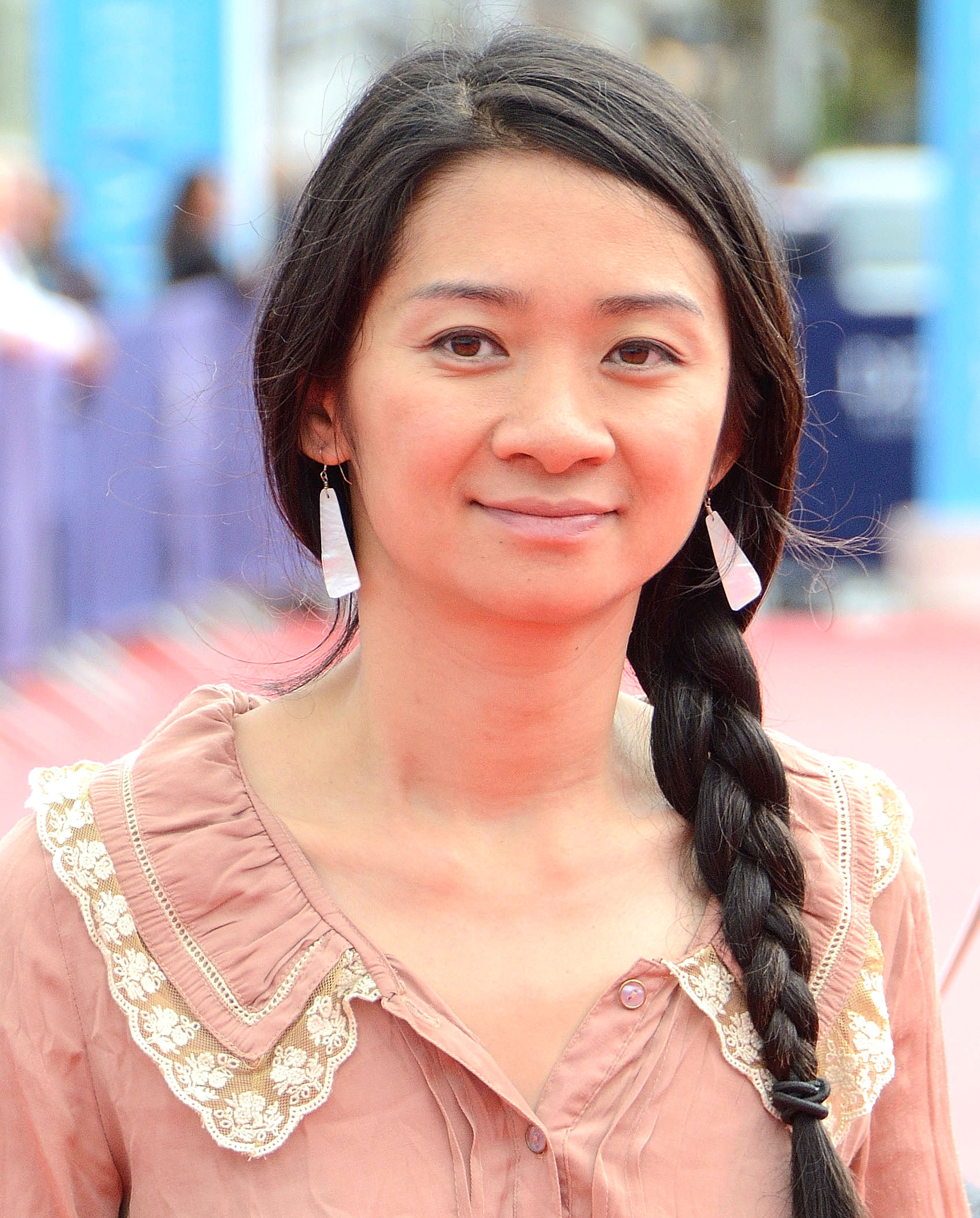
Chloé Zhaos Drama Nomadland gewann in den Kategorien Film und Regie

Die Nominierungen wurden am 3. Februar 2021 bekannt gegeben. Als Favoriten in die Verleihung gingen die Filmbiografie Mank von David Fincher und die vierte Staffel der Fernsehserie The Crown (jeweils sechs Nominierungen). Während The Crown seiner Favoritenrolle gerecht wurde und vier Preise gewann, schnitten im Filmbereich das Drama Nomadland, die Komödie Borat Anschluss Moviefilm und der Animationsfilm Soul mit je zwei gewonnenen Preisen am erfolgreichsten ab.

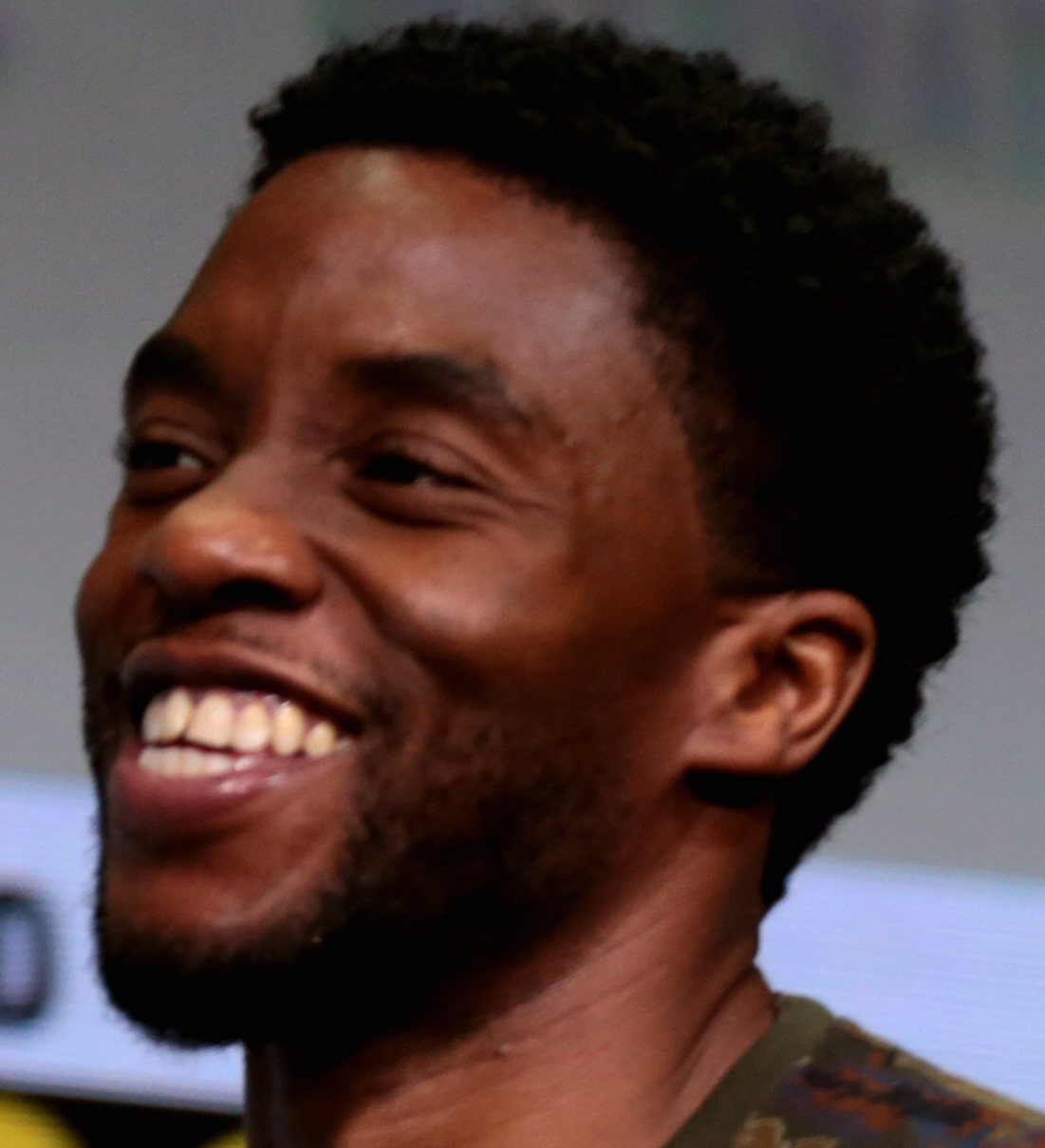
Postum mit dem Golden Globe geehrt: Chadwick Boseman

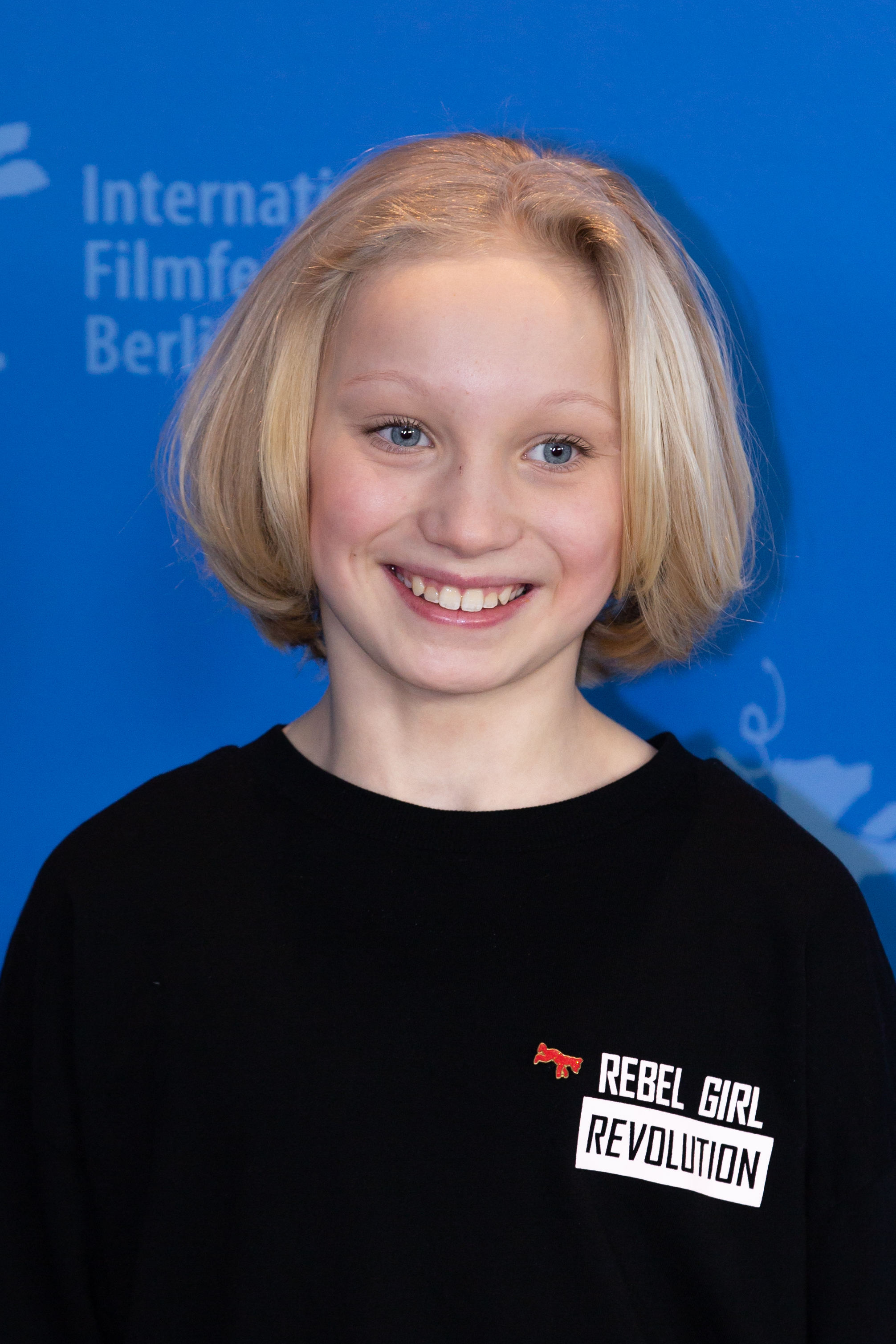
Die deutsche Schauspielerin Helena Zengel erhielt eine Nominierung für ihr englischsprachiges Filmdebüt

Je zwei Nominierungen errangen die Künstler Sacha Baron Cohen (Auszeichnung als Bester Hauptdarsteller für Borat Anschluss Moviefilm, Nominierung als Bester Nebendarsteller für The Trial of the Chicago 7), Olivia Colman (Nominierungen für ihre Schauspielrollen in The Crown und The Father), Emerald Fennell (Nominierungen für Regie und Drehbuch für Promising Young Woman), Atticus Ross und Trent Reznor (Beste Filmmusik Soul, Nominierung für Mank), Aaron Sorkin (Auszeichnung als Drehbuchautor und Regie-Nominierung für The Trial of the Chicago 7), Anya Taylor-Joy (Auszeichnung für ihre Rolle in Das Damengambit, Nominierung für Emma) sowie Chloé Zhao (Auszeichnung für die Regie und Nominierung für das Drehbuch für Nomadland). Die deutsche Schauspielerin Helena Zengel erhielt eine Nominierung für ihre Nebenrolle in der Kinoproduktion Neues aus der Welt, während die deutsche Miniserie Unorthodox zwei Nennungen zuerkannt bekam. Eine postume Auszeichnung wurden dem im Vorjahr verstorbenen Schauspieler Chadwick Boseman (Ma Rainey’s Black Bottom) zuteil, während der Drehbuchautor Jack Fincher († 2003) für sein Skript zu Mank nominiert wurde.
Moderatorinnen der Preisverleihung waren Tina Fey und Amy Poehler. Die beiden US-amerikanischen Komikerinnen und Schauspielerinnen hatten diese Aufgabe bereits bei den Verleihungen 2013, 2014 und 2015 übernommen. Die Golden Globe Awards wurden live vom US-amerikanischen Fernsehsender NBC übertragen, wobei die traditionelle Gala aus dem Beverly Hilton Hotel aufgrund der COVID-19-Pandemie ausfiel. Stattdessen moderierten Tina Fey aus New York und Amy Poehler aus Los Angeles die Show gleichzeitig. Gäste und Gewinner wurden live zugeschaltet. Für die Produktion zeichnete dick clark productions in Zusammenarbeit mit der HFPA verantwortlich.
Im Vorfeld als Gewinner fest standen die Schauspielerin Jane Fonda (Cecil B. DeMille Award) und der Fernsehautor und Produzent Norman Lear (Carol Burnett Award), denen die diesjährigen Ehrenpreise zuerkannt wurden.

## Hintergrund
Bei der jährlich stattfindenden Preisverleihung zeichnen die Mitglieder der Hollywood Foreign Press Association (HFPA) die aus ihrer Sicht besten amerikanischen und ausländischen Film- und Fernsehproduktionen sowie Künstler des Vorjahres aus, die im Rahmen eines Galadinners geehrt werden. Aufgrund der COVID-19-Pandemie, den damit verbundenen Lockdown-Regelungen und verschobenen Filmpremieren begann die HPFA bereits ab Mai 2020 ihre Regeln für die Einreichung von Kinofilmen zu überarbeiten. Ende Juli 2020 entfiel die Kalenderjahr-Regelung für englische und fremdsprachige Filmproduktionen. Diese müssen nun vom 1. Januar 2020 bis 28. Februar 2021 veröffentlicht worden sein, um sich für die Golden Globe Awards 2021 zu qualifizieren.
Im Juni 2020 entschied die Academy of Motion Picture Arts and Sciences (AMPAS) die von ihr ausgerichtete Oscarverleihung 2021 aufgrund der COVID-19-Pandemie um zwei Monate auf den 25. April 2021 nach hinten zu verschieben. Eine Woche später zog die HFPA nach und verschob die Golden-Globe-Verleihung um denselben Zeitraum. Damit finden die 78. Golden Globe Awards am 28. Februar 2021 statt. Dieser Termin war ursprünglich für die Oscars vorgesehen. Durch die Terminverschiebungen der beiden Preisverleihungen werden die Gewinner der Golden Globe Awards noch vor der finalen Abstimmung über die Oscar-nominierten Filme und Künstler gekürt (5.–10. März 2021). Damit könnten die Entscheidungen der HFPA auch die wahlberechtigten AMPAS-Mitglieder beeinflussen.
Im Vorfeld für Kritik sorgte im Dezember 2020 die Nichtberücksichtigung von Minari – Wo wir Wurzeln schlagen in der Kategorie Bestes Filmdrama. Aufgrund der mehrheitlich in koreanischer Sprache gehaltenen Dialoge sollte die US-amerikanische Produktion nur in der Kategorie Bester fremdsprachiger Film vertreten sein, während sie in anderen Kategorien wie Darsteller, Regie oder Drehbuch weiterhin nominiert werden kann. Ähnlich war die HFPA im letzten Jahr mit den später preisgekrönten Filmen Parasite von Bong Joon-ho oder The Farewell von Lulu Wang umgegangen. Asiatischstämmige Künstler wie Wang, Daniel Dae Kim, Simu Liu oder Andrew Phung kritisierten diesen Umstand auf ihren Social-Media-Kanälen. Phung warf der HFPA Rassismus vor.

## Preisträger und Nominierte im Bereich Film
| Film                                 | N | A |
| ------------------------------------ | - | - |
| Mank                                 | 6 | 0 |
| The Trial of the Chicago 7           | 5 | 1 |
| Nomadland                            | 4 | 2 |
| The Father                           | 4 | 0 |
| Promising Young Woman                | 4 | 0 |
| Borat Anschluss Moviefilm            | 3 | 2 |
| One Night in Miami                   | 3 | 0 |
| Soul                                 | 2 | 2 |
| Du hast das Leben vor dir            | 2 | 1 |
| Judas and the Black Messiah          | 2 | 1 |
| Ma Rainey’s Black Bottom             | 2 | 1 |
| The Mauritanian                      | 2 | 1 |
| The United States vs. Billie Holiday | 2 | 1 |
| Hamilton                             | 2 | 0 |
| Music                                | 2 | 0 |
| Neues aus der Welt                   | 2 | 0 |
| Palm Springs                         | 2 | 0 |
| The Prom                             | 2 | 0 |

### Bester Film – Drama
Nomadland
- The Father
- Mank
- Promising Young Woman
- The Trial of the Chicago 7

### Bester Film – Komödie/Musical
Borat Anschluss Moviefilm (Borat Subsequent Moviefilm)
- Hamilton
- Music
- Palm Springs
- The Prom

### Beste Regie
Chloé Zhao – Nomadland
- Emerald Fennell – Promising Young Woman
- David Fincher – Mank
- Regina King – One Night in Miami
- Aaron Sorkin – The Trial of the Chicago 7

### Bester Hauptdarsteller – Drama
Chadwick Boseman – Ma Rainey’s Black Bottom
- Riz Ahmed – Sound of Metal
- Anthony Hopkins – The Father
- Gary Oldman – Mank
- Tahar Rahim – The Mauritanian

### Beste Hauptdarstellerin – Drama
Andra Day – The United States vs. Billie Holiday
- Viola Davis – Ma Rainey’s Black Bottom
- Vanessa Kirby – Pieces of a Woman
- Frances McDormand – Nomadland
- Carey Mulligan – Promising Young Woman

### Bester Hauptdarsteller – Komödie/Musical
Sacha Baron Cohen – Borat Anschluss Moviefilm (Borat Subsequent Moviefilm)
- James Corden – The Prom
- Lin-Manuel Miranda – Hamilton
- Dev Patel – David Copperfield – Einmal Reichtum und zurück (The Personal History of David Copperfield)
- Andy Samberg – Palm Springs

### Beste Hauptdarstellerin – Komödie/Musical
Rosamund Pike – I Care a Lot
- Marija Bakalowa – Borat Anschluss Moviefilm (Borat Subsequent Moviefilm)
- Kate Hudson – Music
- Michelle Pfeiffer – French Exit
- Anya Taylor-Joy – Emma

### Bester Nebendarsteller
Daniel Kaluuya – Judas and the Black Messiah
- Sacha Baron Cohen – The Trial of the Chicago 7
- Jared Leto – The Little Things
- Bill Murray – On the Rocks
- Leslie Odom Jr. – One Night in Miami

### Beste Nebendarstellerin
Jodie Foster – The Mauritanian
- Glenn Close – Hillbilly-Elegie
- Olivia Colman – The Father
- Amanda Seyfried – Mank
- Helena Zengel – Neues aus der Welt (News of the World)

### Bestes Drehbuch
Aaron Sorkin – The Trial of the Chicago 7
- Emerald Fennell – Promising Young Woman
- Jack Fincher – Mank
- Florian Zeller, Christopher Hampton – The Father
- Chloé Zhao – Nomadland

### Beste Filmmusik
Jon Batiste, Atticus Ross, Trent Reznor – Soul
- Alexandre Desplat – The Midnight Sky
- Ludwig Göransson – Tenet
- James Newton Howard – Neues aus der Welt (News of the World)
- Atticus Ross, Trent Reznor – Mank

### Bester Filmsong
Du hast das Leben vor dir (La vita davanti a sé) – „Io sì (Seen)“
- Judas and the Black Messiah – „Fight for You“
- The Trial of the Chicago 7 – „Hear My Voice“
- One Night in Miami – „Speak Now“
- The United States vs. Billie Holiday – „Tigress & Tweed“

### Bester Animationsfilm
Soul
- Die Croods – Alles auf Anfang (The Croods: A New Age)
- Onward: Keine halben Sachen (Onward)
- Die bunte Seite des Monds (Over the Moon)
- Wolfwalkers

### Bester fremdsprachiger Film
Minari – Wo wir Wurzeln schlagen (Minari) – USA
- Du hast das Leben vor dir (La vita davanti a sé) – Italien
- La Llorona – Frankreich, Guatemala
- Der Rausch (Druk) – Dänemark
- Wir beide (Deux) – USA, Frankreich

## Preisträger und Nominierte im Bereich Fernsehen
| Serie/Film           | N | A |
| -------------------- | - | - |
| The Crown            | 6 | 4 |
| Schitt’s Creek       | 5 | 2 |
| Ozark                | 4 | 0 |
| The Undoing          | 4 | 0 |
| The Great            | 3 | 0 |
| Ratched              | 3 | 0 |
| Das Damengambit      | 2 | 2 |
| Small Axe            | 2 | 1 |
| Ted Lasso            | 2 | 1 |
| The Comey Rule       | 2 | 0 |
| Emily in Paris       | 2 | 0 |
| The Flight Attendant | 2 | 0 |
| Normal People        | 2 | 0 |
| Unorthodox           | 2 | 0 |

### Beste Serie – Drama
The Crown
- Lovecraft Country
- The Mandalorian
- Ozark
- Ratched

### Bester Serien-Hauptdarsteller – Drama
Josh O’Connor – The Crown
- Jason Bateman – Ozark
- Bob Odenkirk – Better Call Saul
- Al Pacino – Hunters
- Matthew Rhys – Perry Mason

### Beste Serien-Hauptdarstellerin – Drama
Emma Corrin – The Crown
- Olivia Colman – The Crown
- Jodie Comer – Killing Eve
- Laura Linney – Ozark
- Sarah Paulson – Ratched

### Beste Serie – Komödie/Musical
Schitt’s Creek
- Emily in Paris
- The Flight Attendant
- The Great
- Ted Lasso

### Bester Serien-Hauptdarsteller – Komödie/Musical
Jason Sudeikis – Ted Lasso
- Don Cheadle – Black Monday
- Nicholas Hoult – The Great
- Eugene Levy – Schitt’s Creek
- Ramy Youssef – Ramy

### Beste Serien-Hauptdarstellerin – Komödie/Musical
Catherine O’Hara – Schitt’s Creek
- Lily Collins – Emily in Paris
- Kaley Cuoco – The Flight Attendant
- Elle Fanning – The Great
- Jane Levy – Zoey’s Extraordinary Playlist

### Beste Miniserie oder Fernsehfilm
Das Damengambit (The Queen’s Gambit)
- Normal People
- Small Axe
- The Undoing
- Unorthodox

### Bester Hauptdarsteller – Miniserie oder Fernsehfilm
Mark Ruffalo – I Know This Much Is True
- Jeff Daniels – The Comey Rule
- Hugh Grant – The Undoing
- Ethan Hawke – The Good Lord Bird
- Bryan Cranston – Your Honor

### Beste Hauptdarstellerin – Miniserie oder Fernsehfilm
Anya Taylor-Joy – Das Damengambit (The Queen’s Gambit)
- Cate Blanchett – Mrs. America
- Daisy Edgar-Jones – Normal People
- Shira Haas – Unorthodox
- Nicole Kidman – The Undoing

### Bester Nebendarsteller – Serie, Miniserie oder Fernsehfilm
John Boyega – Small Axe
- Brendan Gleeson – The Comey Rule
- Daniel Levy – Schitt’s Creek
- Jim Parsons – Hollywood
- Donald Sutherland – The Undoing

### Beste Nebendarstellerin – Serie, Miniserie oder Fernsehfilm
Gillian Anderson – The Crown
- Helena Bonham Carter – The Crown
- Julia Garner – Ozark
- Annie Murphy – Schitt’s Creek
- Cynthia Nixon – Ratched

## Ehrenpreisträger für ein Lebenswerk
- Cecil B. DeMille Award: Jane Fonda[6]
- Carol Burnett Award: Norman Lear[7]

## Golden-Globe-Botschafter
- Satchel und Jackson Lee, die Kinder von Spike Lee und Produzentin Tonya Lewis Lee[12]

## Vorauswahl – Bester fremdsprachiger Film
Insgesamt gelangten 139 Filmproduktion aus 77 Ländern in die Vorauswahl für eine Nominierung in der Kategorie Bester fremdsprachiger Film. Im Gegensatz zur Oscarverleihung besteht keine Obergrenze an Einreichungen pro Land. Aus Deutschland, Österreich und der Schweiz (inkl. Koproduktion) gelangten zehn Filme in die Vorauswahl:
- Bruno Manser – Die Stimme des Regenwaldes – Regie: Niklaus Hilber
- Effigie – Das Gift und die Stadt – Regie: Udo Flohr
- Persischstunden – Regie: Vadim Perelman
- Quo Vadis, Aida? – Regie: Jasmila Žbanić
- Schwarze Milch – Regie: Uisenma Borchu
- Schwesterlein – Regie: Stéphanie Chuat und Véronique Reymond (offizieller Schweizer Oscar-Beitrag)
- The Trouble with Being Born – Regie: Sandra Wollner
- Und morgen die ganze Welt – Regie: Julia von Heinz (offizieller deutscher Oscar-Beitrag)
- Waren einmal Revoluzzer – Regie: Johanna Moder
- Was wir wollten – Regie: Ulrike Kofler (offizieller österreichischer Oscar-Beitrag)